# Think-cell
think-cell是一家德国计算机软件公司，成立于2002年4月，总部位于德国柏林。該公司的產品主要與Microsoft Office有關，例如用戶通過該公司的產品可以在Microsoft PowerPoint上创建图表，例如条形图和甘特图。think-cell在2009年德勤快科技50强德国區评选中排名第四。